# Liste der Autorenbeteiligungen und Produktionen von Clueso
Dies ist eine Übersicht über die Kompositionen und Produktionen des deutschen Musikers, Komponisten und Musikproduzenten Clueso. Zu berücksichtigen ist, dass Hitmedleys, Remixe, Liveaufnahmen oder Neuaufnahmen des gleichen Interpreten nicht aufgeführt werden.

## A
| Jahr | Titel                        | Interpret  | Funktion                   |
| ---- | ---------------------------- | ---------- | -------------------------- |
| 2008 | Abspann (Weck sie nicht auf) | Clueso     | Co-Komponist, Co-Produzent |
| 2003 | Alles gute                   | Blumentopf | Produzent                  |
| 2014 | Alles leuchtet               | Clueso     | Co-Komponist, Co-Produzent |
| 2010 | Am Morgen danach             | Pohlmann.  | Co-Produzent               |
| 2001 | Auf und ab                   | Clueso     | Co-Komponist               |
| 2008 | Augen zu                     | Clueso     | Co-Komponist, Co-Produzent |

## B
| Jahr | Titel           | Interpret | Funktion                   |
| ---- | --------------- | --------- | -------------------------- |
| 2008 | Barfuss         | Clueso    | Co-Komponist, Co-Produzent |
| 2011 | Baumkrone       | Clueso    | Co-Komponist, Co-Produzent |
| 2011 | Beinah          | Clueso    | Co-Komponist, Co-Produzent |
| 2006 | Bleib hier      | Clueso    | Komponist, Co-Produzent    |
| 2009 | Blick nach vorn | Max Herre | Co-Komponist               |

## C
| Jahr | Titel   | Interpret | Funktion                   |
| ---- | ------- | --------- | -------------------------- |
| 2001 | Carrol  | Kat Cosm  | Co-Komponist, Produzent    |
| 2006 | Chicago | Clueso    | Co-Komponist, Co-Produzent |
| 2013 | Chicago | Callejon  | Co-Komponist               |
| 2006 | Crash   | Clueso    | Komponist, Co-Produzent    |

## D
| Jahr | Titel                       | Interpret                   | Funktion                   |
| ---- | --------------------------- | --------------------------- | -------------------------- |
| 2006 | Da wohnt so’n Typ           | Clueso feat. Max Herre      | Co-Komponist, Co-Produzent |
| 2006 | Dancehit                    | Clueso                      | Co-Komponist               |
| 2011 | Das alte Haus               | Clueso                      | Co-Komponist, Co-Produzent |
| 2006 | Das Level (Metaboman Remix) | Das Krause Duo feat. Clueso | Co-Komponist, Co-Produzent |
| 2001 | Deine Stimme                | Clueso                      | Co-Komponist               |
| 2001 | Die Lauten stinken nicht    | Clueso                      | Komponist                  |
| 2011 | Dreh dich                   | Clueso                      | Co-Komponist, Co-Produzent |
| 2011 | Du bleibst                  | Clueso                      | Co-Komponist, Co-Produzent |

## E
| Jahr | Titel            | Interpret                                              | Funktion                   |
| ---- | ---------------- | ------------------------------------------------------ | -------------------------- |
| 2009 | Einfach mal sehn | Dennis Lisk feat. Clueso, Jan Delay, Max Herre & Sadyo | Co-Komponist               |
| 2011 | Ende             | Clueso                                                 | Co-Komponist, Co-Produzent |
| 2009 | Er-Sagt-Sie-Sagt | Max Herre                                              | Co-Komponist               |
| 2011 | Erinnerung       | Clueso mit Ryo                                         | Co-Komponist               |
| 2011 | Erklär mir       | Clueso                                                 | Co-Komponist, Co-Produzent |
| 2009 | Es geht          | Max Herre                                              | Co-Komponist               |
| 2011 | Ey der Regen     | Clueso                                                 | Co-Komponist, Co-Produzent |
| 2006 | Ey Tino!         | Clueso                                                 | Co-Komponist, Co-Produzent |

## F
| Jahr | Titel        | Interpret | Funktion                   |
| ---- | ------------ | --------- | -------------------------- |
| 2014 | Freidrehen   | Clueso    | Co-Komponist, Co-Produzent |
| 2006 | Frische Luft | Clueso    | Komponist, Co-Produzent    |

## G
| Jahr | Titel           | Interpret                         | Funktion                   |
| ---- | --------------- | --------------------------------- | -------------------------- |
| 2014 | Galerie         | Clueso                            | Co-Komponist, Co-Produzent |
| 2005 | Geisterstadt    | Rasputin                          | Co-Komponist, Produzent    |
| 2008 | Geisterstadt    | Clueso feat. Martin Hübner        | Co-Komponist, Co-Produzent |
| 2014 | Geradeaus       | Clueso                            | Co-Komponist, Co-Produzent |
| 2009 | Geschenkter Tag | Max Herre                         | Co-Komponist               |
| 2008 | Gewinner        | Clueso                            | Co-Komponist, Co-Produzent |
| 2013 | Gewinner        | The Firebirds                     | Co-Komponist               |
| 2013 | Gewinner        | Heino                             | Co-Komponist               |
| 2015 | Gewinner        | Opus Sanctus                      | Co-Komponist               |
| 2001 | Gib mir Mut     | Clueso feat. Virginia Nasciemento | Komponist                  |
| 2001 | Grid Locked     | Clueso feat. Remarkable & Snaz    | Co-Komponist               |

## H
| Jahr | Titel          | Interpret    | Funktion                   |
| ---- | -------------- | ------------ | -------------------------- |
| 2011 | Halt mich fern | Clueso       | Co-Komponist, Co-Produzent |
| 2011 | Herz           | Clueso       | Co-Komponist, Co-Produzent |
| 2003 | Heut Nacht     | Klee         | Programmierer              |
| 2001 | Heute Nacht    | Piano Partie | Co-Komponist               |
| 2006 | Hirn ein       | Clueso       | Co-Komponist, Co-Produzent |

## I
| Jahr | Titel                       | Interpret                 | Funktion                   |
| ---- | --------------------------- | ------------------------- | -------------------------- |
| 2011 | Ich bin für’s Rollen        | Clueso                    | Komponist, Co-Produzent    |
| 2014 | Ich falle noch              | Clueso                    | Co-Komponist, Co-Produzent |
| 2011 | Ich kann nicht mehr         | Curse mit Clueso          | Co-Komponist               |
| 2005 | Ich mach Musik              | Clueso feat. Dirt M       | Produzent                  |
| 2010 | Ich schließe meine Augen    | Pohlmann.                 | Co-Komponist, Co-Produzent |
| 2005 | Interlude                   | Clueso                    | Produzent                  |
| 2001 | Intro                       | Clueso                    | Co-Komponist               |
| 2004 | Itt vagyunk (Hier sind wir) | Clueso feat. Fekete Vonat | Co-Komponist, Produzent    |

## J
| Jahr | Titel             | Interpret | Funktion                   |
| ---- | ----------------- | --------- | -------------------------- |
| 2008 | Jede Stadt        | Clueso    | Co-Komponist, Co-Produzent |
| 2001 | Jenseits von eben | Clueso    | Komponist                  |

## K
| Jahr | Titel               | Interpret               | Funktion                   |
| ---- | ------------------- | ----------------------- | -------------------------- |
| 2001 | Kaffee              | Clueso                  | Co-Komponist               |
| 2006 | Kann man nich lern’ | Clueso feat. Blumentopf | Co-Komponist               |
| 2004 | Kein bock zu geh’n  | Clueso                  | Komponist, Produzent       |
| 2008 | Keinen Zentimeter   | Clueso                  | Co-Komponist, Co-Produzent |
| 2011 | Kleine Wunder       | Clueso                  | Co-Komponist, Co-Produzent |
| 2010 | König der Straßen   | Pohlmann.               | Co-Komponist, Co-Produzent |

## L
| Jahr | Titel                      | Interpret            | Funktion                   |
| ---- | -------------------------- | -------------------- | -------------------------- |
| 2007 | Lala                       | Clueso               | Co-Komponist               |
| 2014 | Lass den Kopf nicht hängen | Clueso               | Co-Komponist, Co-Produzent |
| 2004 | Love the People            | Clueso feat. Steer M | Co-Komponist, Co-Produzent |

## M
| Jahr | Titel                      | Interpret                                   | Funktion                   |
| ---- | -------------------------- | ------------------------------------------- | -------------------------- |
| 2006 | Mach’s gut                 | Clueso                                      | Co-Komponist, Co-Produzent |
| 2001 | Madshit (Twentyfive Remix) | DJ Chestnut vs. FlowinImmO                  | Co-Produzent               |
| 2001 | Master Girl                | Clueso                                      | Co-Komponist               |
| 2006 | Mein Bestes                | Clueso                                      | Komponist, Co-Produzent    |
| 2001 | Migrant Souls              | Clueso feat. Layguuan Sharkie & Metaphysics | Co-Komponist               |
| 2008 | Mitnehm                    | Clueso feat. Philipp Milner                 | Co-Komponist, Co-Produzent |
| 2006 | Morgen gestern             | Clueso feat. ImmO                           | Co-Komponist, Co-Produzent |
| 2011 | Müsste gehen               | Clueso                                      | Co-Komponist, Co-Produzent |
| 2001 | My Own World               | Clueso                                      | Komponist                  |

## N
| Jahr | Titel                 | Interpret | Funktion                   |
| ---- | --------------------- | --------- | -------------------------- |
| 2014 | Nebenbei              | Clueso    | Co-Komponist, Co-Produzent |
| 2001 | Never Been Broke      | Clueso    | Co-Komponist               |
| 2008 | Niemand an dich denkt | Clueso    | Co-Komponist, Co-Produzent |
| 2001 | Nimm dir die Zeit     | Clueso    | Komponist                  |
| 2011 | Nur bei dir           | Clueso    | Co-Komponist, Co-Produzent |

## O
| Jahr | Titel          | Interpret                              | Funktion                   |
| ---- | -------------- | -------------------------------------- | -------------------------- |
| 2014 | Okay           | Clueso                                 | Co-Komponist, Co-Produzent |
| 2000 | Old to the New | Wostok Mob                             | Co-Komponist, Co-Produzent |
| 2001 | Old to the New | Clueso feat. Layguuan Sharkie & Stir M | Co-Komponist               |
| 2006 | Out of Space   | Clueso                                 | Co-Komponist, Co-Produzent |

## P
| Jahr | Titel             | Interpret | Funktion                   |
| ---- | ----------------- | --------- | -------------------------- |
| 2014 | Pack meine Sachen | Clueso    | Co-Komponist, Co-Produzent |
| 2006 | Pump Action       | Snazz D   | Produzent                  |

## R
| Jahr | Titel            | Interpret   | Funktion     |
| ---- | ---------------- | ----------- | ------------ |
| 2003 | Release Party    | Grand Agent | Co-Produzent |
| 2003 | Right Way Street | Grand Agent | Co-Produzent |

## S
| Jahr | Titel                 | Interpret                 | Funktion                   |
| ---- | --------------------- | ------------------------- | -------------------------- |
| 2009 | Sag Bescheid          | Max Herre                 | Co-Komponist               |
| 2020 | Sag mir was du willst | Clueso                    | Co-Komponist               |
| 2001 | Sag mir wo            | Clueso                    | Co-Komponist, Produzent    |
| 2008 | Schreibe dir          | Clueso                    | Co-Komponist, Co-Produzent |
| 2006 | Schwer                | Clueso                    | Co-Komponist, Co-Produzent |
| 2014 | Sein Song             | Clueso mit Udo Lindenberg | Co-Komponist, Co-Produzent |
| 2010 | Selbstverliebt        | Pohlmann.                 | Co-Produzent               |
| 2008 | So sehr dabei         | Clueso                    | Co-Komponist, Co-Produzent |
| 2008 | So sein wie du        | Clueso feat. Spunk        | Co-Komponist, Co-Produzent |
| 2001 | Sonne geht auf        | Clueso                    | Co-Komponist               |
| 2001 | Spiel da nich mit     | Clueso                    | Co-Komponist               |
| 2014 | Stadtrandlichter      | Clueso                    | Co-Komponist, Produzent    |
| 2006 | Sterblich             | Clueso                    | Komponist, Co-Produzent    |
| 2011 | Stern                 | Clueso                    | Co-Komponist, Co-Produzent |
| 2014 | Still                 | Clueso                    | Co-Komponist, Co-Produzent |
| 2011 | Straßen sind leer     | Clueso                    | Co-Komponist, Co-Produzent |
| 2001 | Sweet Memories        | Clueso                    | Co-Komponist               |

## T
| Jahr | Titel                  | Interpret                   | Funktion     |
| ---- | ---------------------- | --------------------------- | ------------ |
| 2000 | The Disk (Televersion) | Metaphysics feat. MC Clueso | Co-Komponist |

## U
| Jahr | Titel           | Interpret | Funktion                   |
| ---- | --------------- | --------- | -------------------------- |
| 2006 | Überall bist du | Clueso    | Komponist, Co-Produzent    |
| 2014 | Unter Strom     | Clueso    | Co-Komponist, Co-Produzent |
| 2008 | Utopie          | Clueso    | Co-Komponist, Co-Produzent |

## V
| Jahr | Titel             | Interpret | Funktion                   |
| ---- | ----------------- | --------- | -------------------------- |
| 2008 | Verlierer         | Clueso    | Co-Komponist, Co-Produzent |
| 2006 | Viel gesehen      | Clueso    | Co-Komponist, Co-Produzent |
| 2004 | Vier kleine Wände | Clueso    | Co-Komponist               |

## W
| Jahr | Titel             | Interpret                    | Funktion                   |
| ---- | ----------------- | ---------------------------- | -------------------------- |
| 2014 | Wach auf          | Clueso                       | Co-Komponist, Co-Produzent |
| 2004 | Wart’ Mal         | Clueso                       | Komponist, Co-Produzent    |
| 2009 | Weg von hier      | Max Herre                    | Co-Komponist               |
| 2006 | Weit weg          | Clueso feat. New Telepathics | Komponist, Co-Produzent    |
| 2021 | Willkommen zurück | Clueso feat. Andreas Bourani | Co-Komponist               |
| 2006 | Winter Sommer     | Clueso                       | Co-Komponist, Co-Produzent |
| 2007 | Winter Sommer     | Nena feat. Larissa           | Co-Komponist               |
| 2009 | Winter Sommer     | Laith Al-Deen                | Co-Komponist               |
| 2008 | Wir wolln Sommer  | Clueso                       | Co-Komponist, Co-Produzent |
| 2010 | Wohin             | Pohlmann.                    | Co-Komponist, Co-Produzent |

## Z
| Jahr | Titel                  | Interpret | Funktion                   |
| ---- | ---------------------- | --------- | -------------------------- |
| 2011 | Zu schnell vorbei      | Clueso    | Co-Komponist, Co-Produzent |
| 2000 | Zum mitsingen          | Clueso    | Co-Komponist, Produzent    |
| 2000 | Zum mitspielen         | Clueso    | Co-Komponist, Produzent    |
| 2000 | Zum tanzen für draußen | Clueso    | Co-Komponist, Produzent    |
| 2000 | Zum wo du wohnst       | Clueso    | Co-Komponist, Produzent    |
| 2000 | Zum Zuhören            | Clueso    | Co-Komponist, Produzent    |
| 2000 | Zum Zeltplatz          | Clueso    | Co-Komponist, Produzent    |